# Jörn Klamroth
Jörn Günter Klamroth (* 22. Juli 1944 in Halberstadt; † 19. März 2011) war ein deutscher Fernsehproduzent.

## Leben
Jörn Klamroth wurde als Sohn des Offiziers Bernhard Klamroth und dessen Frau Ursula, geb. Klamroth in Halberstadt geboren. Er kam 1980 als stellvertretender Unterhaltungschef zum WDR. Dort war er ab 1992 Fernsehdirektor. Beim WDR war er verantwortlich für Serien wie Die Knapp-Familie, Die Krimistunde und Kir Royal sowie für Unterhaltungsshows mit Rudi Carrell, Jürgen von der Lippe und Michael Schanze. 2002 wechselte er als Geschäftsführer zur ARD-Produktionsfirma Degeto.  In dieser Zeit entstanden mit Unterstützung der Degeto unter anderem Filme wie Buddenbrooks, Mein Leben – Marcel Reich-Ranicki, Kirschblüten – Hanami, Der Untergang, Der Baader Meinhof Komplex und Die Päpstin. Zudem war er lange Jahre Mitglied des Aufsichtsrats der Bavaria Film.
Er war für die Produktion mehrerer preisgekrönter Fernsehspiele verantwortlich. Für die Produktion des vierten und fünften Teils von Die Knapp-Familie erhielt er 1983 den Adolf-Grimme-Preis mit Silber (zusammen mit Stephan Meyer und Maria Neocleous). Für Kir Royal erhielt er 1988 den Adolf-Grimme-Preis mit Gold (zusammen mit Helmut Dietl). Zuletzt erhielt Jörn Klamroth im Oktober 2010 den Deutschen Fernsehpreis als Produzent des ARD-Mehrteilers Im Angesicht des Verbrechens.